# Scapania bolanderi
Scapania bolanderi là một loài rêu trong họ Scapaniaceae. Loài này được Austin mô tả khoa học đầu tiên năm 1869.